# Diastase
Cet article court présente un sujet plus développé dans : amylase.
Une diastase est une glycoside hydrolase qui catalyse l'hydrolyse de l'amidon, essentiellement en maltose. Ce terme recouvre à l'origine plusieurs amylases :
- α-amylase (EC 3.2.1.1),
- β-amylase (EC 3.2.1.2),
- γ-amylase (EC 3.2.1.3),

et tend aujourd'hui à désigner toute hydrolase susceptible de cliver l'amidon en oligomères osidiques. Utilisée en pharmacie, la diastase porte le numéro ATC A09AA01.
L'α-amylase, principale diastase présente chez de nombreux êtres vivants, dégrade ainsi l'amidon en un mélange de maltose (un diholoside), de maltotriose (un triholoside contenant des résidus de glucose avec des liaisons α(1-4)) et de diverses dextrines (oligosaccharides contenant des ramifications α(1-6)).
Les diastases furent les  premières enzymes identifiées, bien que leur nature chimique ait été alors totalement inconnue — il fallut attendre la première moitié du XXe siècle pour que leur nature protéique soit définitivement établie. La découverte de la diastase en 1833 est due à Anselme Payen et Jean-François Persoz, chimistes français. Ils forgèrent ce substantif à partir du grec ancien ἡ διάστασις, désignant l'action de cliver. Le suffixe -ase dérivé en français de la désinence grecque -ασις, -ασεως a depuis été repris par le biologiste et chimiste français Émile Duclaux (1840-1904) pour désigner les enzymes.